# Granufilum
Granufilum, monotipski rod slatkovodnih crvenih algi, koji čini samostalnu porodicu Granufilaceae, dio je reda Bangiales. Jedina vrsta G. rivulare iz Kine.
Karkterističan joj je mikroskopski talus (steljka). Donekle je slična rodu Audouinella